# Carta a um Menino que não Chegou a Nascer
Carta a um menino que não chegou a nascer (no original em italiano, Lettera a un bambino mai nato - ISBN 88-17-15010-X) é um livro de Oriana Fallaci, escritora e jornalista italiana, publicado em 1975.
Trata de aborto, família e amor. Foi o primeiro grande sucesso da autora, traduzido em 22 línguas.